# Alessandro Della Valle
Alessandro Della Valle (* 8. Juni 1982) ist ein ehemaliger san-marinesischer Fußballspieler.

## Karriere
Della Valle gehört zu den Spielern mit den meisten Einsätzen in der San-marinesischen Nationalmannschaft. Bei der Qualifikation zur WM 2014 erzielte er gegen Polen den zwischenzeitlichen 1:1-Ausgleichstreffer per Kopf nach einem indirekten Freistoß. Es war San Marinos erstes Tor in einem Pflichtspiel seit fünf Jahren, das Spiel verlor San Marino mit 1:5.

## Privates
Della Valle ist, wie die meisten anderen Fußballer in San Marino, Amateurfußballer. Hauptberuflich arbeitet er als Buchhalter in einer Bank.